# Vlorský záliv

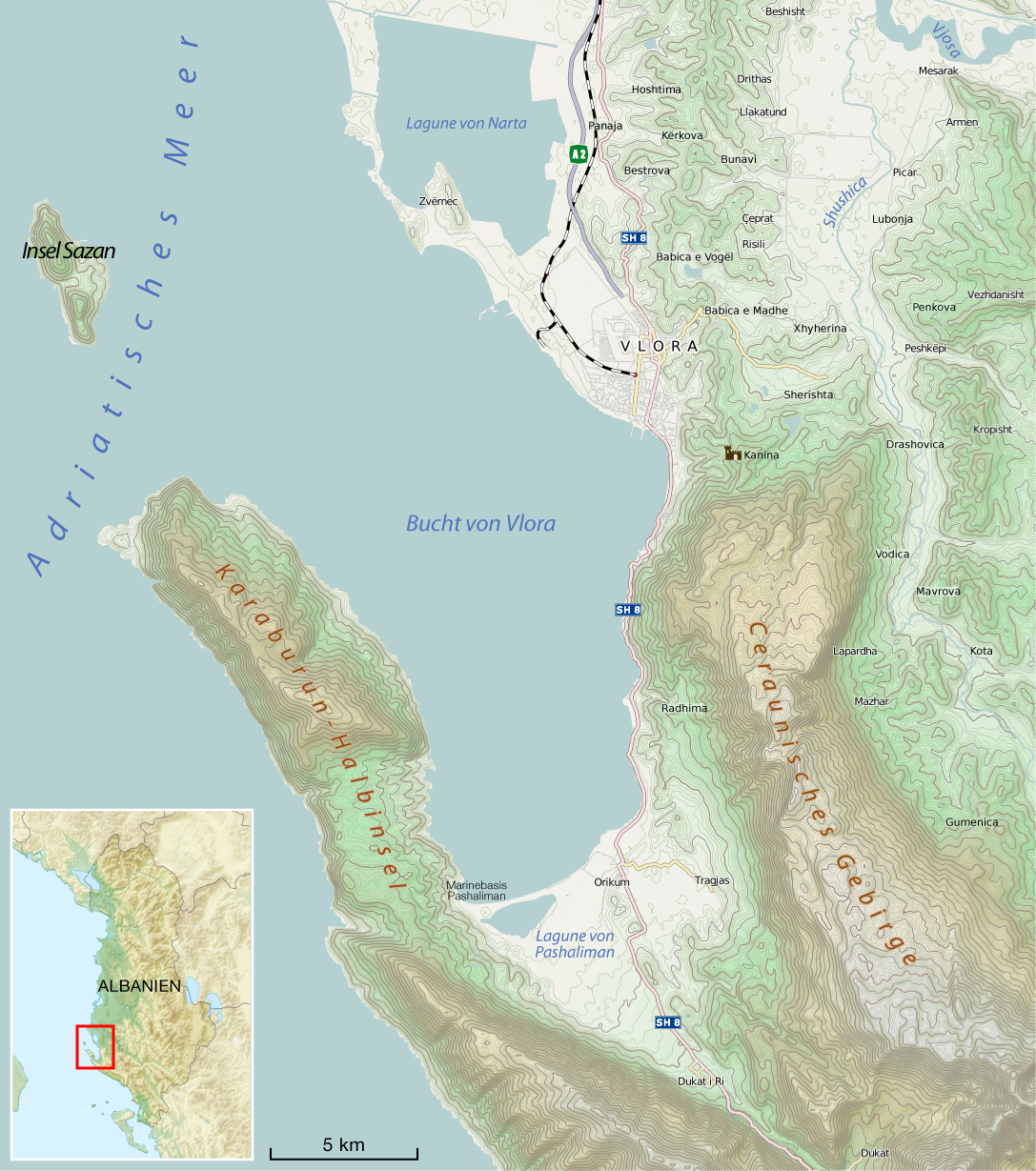

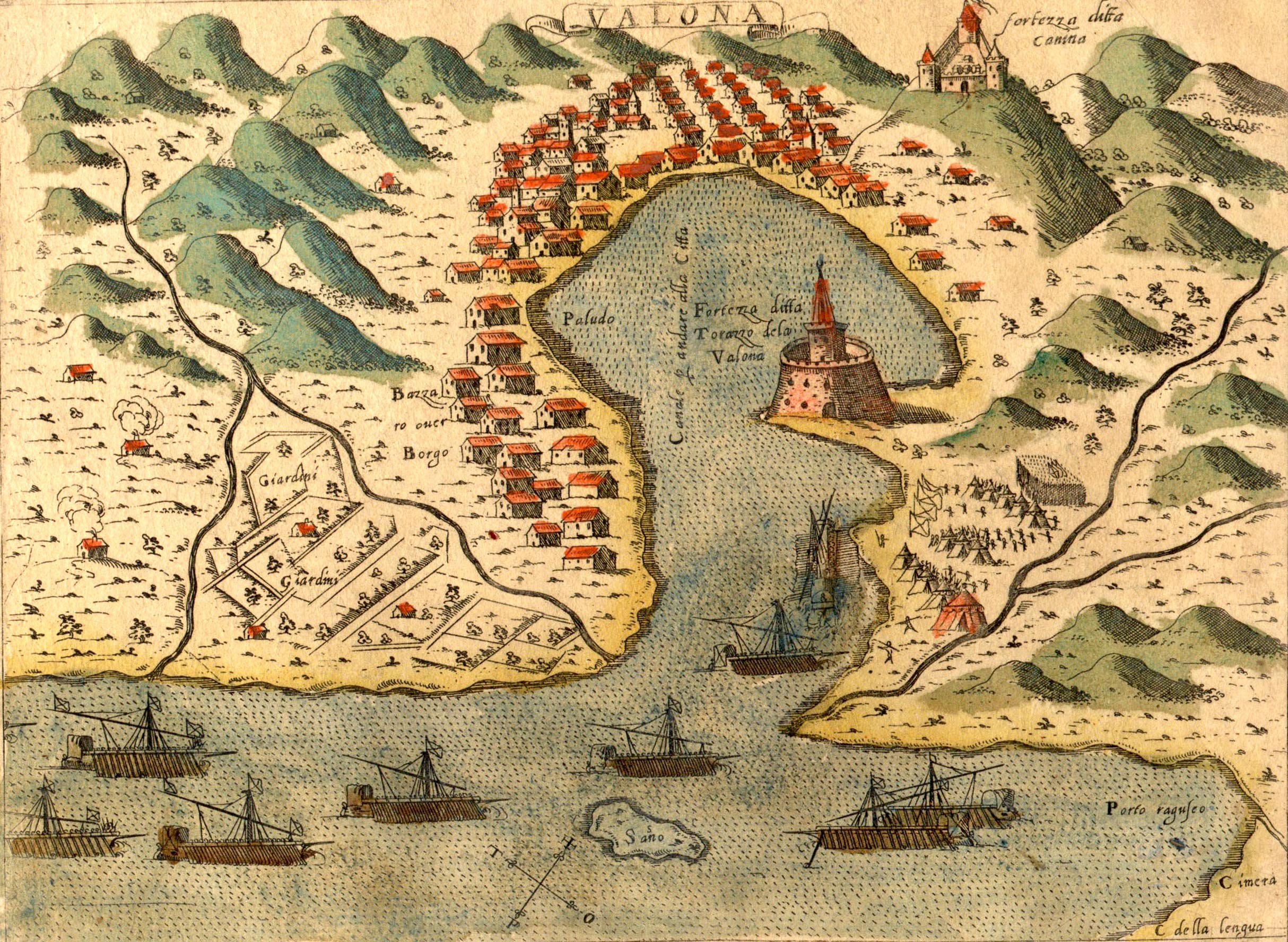
Historická mapa (1573) se zálivem

Vlorský záliv nebo také Vlorská zátoka (albánsky Gjiri i Vlorës) je záliv Jaderského moře u břehů Albánie (kraj Vlora). Od Otrantského průlivu je oddělen ostrovem Sazan a poloostrovem Karaburun. Je 17,5 km dlouhý. Maximálně je hluboký 51 m.
Přílivy jsou nepravidelné dvanáctihodinové a dosahují výšky do 0,4 m. Na břehu leží přístav a město Vlora.